# Risedronsäure
Risedronsäure INN (synonym Risedronat) ist ein Arzneistoff aus der Gruppe der Bisphosphonate und wird als Natriumsalz insbesondere zur Behandlung der Osteoporose eingesetzt.

## Klinische Angaben

### Anwendungsgebiete (Indikationen)
Risedronsäure wird als Natriumrisedronat bei Frauen zur Behandlung der Osteoporose nach der Menopause zur Verringerung des Risikos für Hüft- und Wirbelkörperfrakturen sowie bei Männern zur Behandlung der Osteoporose bei erhöhtem Frakturrisiko eingesetzt. Darüber hinaus besteht eine Arzneimittelzulassung für die Erhöhung der Knochenmasse
bei Risikopatienten, die über einen längeren Zeitraum systemische Glucocorticoide in höherer Dosis einnehmen.
Ein weiterer zugelassener Anwendungsbereich für Risedronsäure ist die Behandlung des Paget-Syndroms und der pädiatrischen Osteogenesis imperfecta.

### Gegenanzeigen (Kontraindikationen)
Die Anwendung von Risedronsäure ist bei einer bekannten Überempfindlichkeit gegen diesen Wirkstoff, bei einer Hypokalziämie, in der Schwangerschaft und Stillzeit sowie bei Vorliegen einer schweren Nierenfunktionsstörung mit einer Kreatinin-Clearance von unter 30 ml/min absolut kontraindiziert. Da Risedronsäure, wie auch andere Bisphosphonate, mit einer Häufung von Ösophagitis, Gastritis sowie Ösophagus- und gastroduodenalen Ulzera in Verbindung gebracht wird, sollten Vorsichtsmaßnahmen bei Patienten mit diesen Erkrankungen sowie bei Patienten, die sich nicht mindestens 30 Minuten nach Einnahme in aufrechter Position aufhalten können, getroffen werden.

### Wechselwirkungen
Wie bei anderen Arzneistoffen aus der Gruppe der Bisphosphonate führt eine gleichzeitige Einnahme von Arznei- und Lebensmitteln, die mehrwertige Kationen, wie beispielsweise Magnesium, Calcium, Eisen und Aluminium, enthalten, zu einer verringerten Aufnahme des Wirkstoffs. Bei gleichzeitiger Anwendung von nichtsteroidalen Antirheumatika, wie beispielsweise Acetylsalicylsäure, Ibuprofen und Diclofenac, kann das Risiko von Störungen des Magen-Darm-Trakts erhöht sein.

### Nebenwirkungen
Unter der Anwendung von Risedronsäure können am häufigsten Störungen des Magen-Darm-Trakts, wie Verstopfung, Verdauungsstörungen, Übelkeit, Bauchschmerzen und Durchfall mit einer Häufigkeit von 1–10 % beobachtet werden. Gelegentlich (0,1–1 %) treten Gastritis, Ösophagitis, Dysphagie, Duodenitis und Ösophagusulcus sowie selten (0,01–0,1 %) Glossitis und Ösophagusstriktur auf. Darüber hinaus konnten häufig (1–10 %) Kopfschmerzen und Schmerzen im Skelett- und Muskelbereich beobachtet werden.

## Pharmakologie

### Pharmakodynamik (Wirkmechanismus)
Risedronsäure übt wie andere Bisphosphonate auf zwei Wegen Effekte auf den Knochen aus. Risedronsäure hemmt durch Anlagerung an den Knochen-Hydroxylapatit an der Knochenoberfläche den Knochenumsatz. Zusätzlich erfolgt eine Hemmung des Knochenabbaus durch Hemmung der Osteoklasten.

### Pharmakokinetik
Nach oraler Verabreichung wird nur ein relativ kleiner Teil des Risedronats in den systemischen Kreislauf aufgenommen. Die systemische Bioverfügbarkeit liegt bei etwa 0,6 %. Eine Verstoffwechslung im Körper erfolgt nicht. Risedronsäure wird aus den Körper heraus in drei Phasen ausgeschieden. Die terminale Plasmahalbwertszeit liegt bei über 400 Stunden. Daher ist eine tägliche Gabe der Substanz nicht nötig, wenn die Einzeldosis entsprechend gewählt wird.

## Handelsnamen
Actonel

### Kombinationspräparate
Acara Trio (D)